# Taiwans Billie Jean King Cup-lag
Taiwans Billie Jean King Cup-lag representerar Taiwan i tennisturneringen Billie Jean King Cup, och kontrolleras av Taiwan tennisförbund.

## Historik
Taiwan deltog första gången 1972. Bästa resultat är då man 1981 spelade åttondelsfinal.